# Gérson Guimarães
Gerson Guimarães Ferreira Júnior (ur. 7 stycznia 1992 w Rio de Janeiro) – brazylijski piłkarz występujący na pozycji obrońcy.

## Kariera
Brazylijczyk rozpoczął karierę zawodową w 2010 roku w Botafogo FR. W styczniu 2011 roku Gérson dołączył do młodzieżowej drużyny PSV Eindhoven. Po półrocznym pobycie w Holandii podpisał umowę z drugim zespołem Atlético Madryt, grającego wtedy w Segunda División B. Następnie zagrał dla drużyny Kapfenberger SV. W okresie gry w Austrii był wypożyczany do Rapidu Wiedeń i do węgierskiego Ferencvárosa. Na początku 2014 roku przeniósł się do Rumunii, gdzie przez jeden rok grał w występującym w ekstraklasie Petrolulu Ploeszti. 6 lutego 2015 roku Gérson Guimarães Ferreira Júnior został zawodnikiem zespołu Lechii Gdańsk, podpisując kontrakt ważny do końca czerwca 2018 roku. 1 września 2016 został wypożyczony na rok do Górnika Łęczna. 5 lipca 2017 został wypożyczony na pół roku do koreańskiego klubu Gangwon FC.